# Mucc
Mucc (ムック, mukku) (estilizado em maiúsculas como MUCC)  é uma banda japonesa de visual kei rock formada em 1997 em Ibaraki. Também é conhecida como 69, pois "seis" e "nove" podem ser pronunciados "mu" e "ku" em japonês, respectivamente. Formada pelo vocalista Tatsurō, o guitarrista Miya e baixista Yukke, lançaram 16 álbuns de estúdio até hoje. O baterista Satochi fez parte do grupo de 1997 a 2021.

## Cronologia

### Formação e primeiros lançamentos (1997–2002)

Logo do Mucc escrito em caracteres japoneses (katakana).

MUCC foi formado em maio de 1997 pelo guitarrista Miya, o vocalista Tatsurou (então chamado de "Tattoo"), o baterista SATOchi e o baixista Hiro. Seu nome foi inspirado no personagem "Mukku" do programa de televisão japonês infantil Hirake! Ponkikki. Foram descobertos por Ao do cali≠gari e então juntaram-se a gravadora Misshitsu Neurose. No final de 1997, a banda distribuiu cópias de sua primeira fita demo, NO!? e em março de 1998, distribuíram de sua segunda fita limitada a 1500 cópias, Aika. Em 1 de dezembro, distribuíram sua terceira fita, Tsubasa wo Kudasai, limitada a 100 cópias. As três foram lançadas exclusivamente em seus shows ao vivo, a última sendo gratuita. No começo do ano de 1999, apresentaram seu primeiro show solo (chamados de "oneman" no Japão) na casa de shows Mito Lighthouse em Ibaraki e lançaram sua quarta fita demo, "Shuuka". Logo mais, Hiro saiu e a posição de baixista foi assumida por YUKKE, em fevereiro. Já em dezembro, o grupo fez seu primeiro lançamento oficial, o EP Antique.
Em 2000, a banda conquistou suas primeiras aparições em revistas de bandas visual kei, como Shoxx e Fool's Mate. No mês de agosto, mudaram seu nome de MUCC para os caracteres japoneses Mukku (ムック) e Tattoo alterou seu nome artístico para Tatsurou, alegando que Tattoo havia morrido. 
No ínicio de 2001, lançaram seu primeiro álbum de estúdio, Tsuuzetsu e participaram de programas de televisão como Jee Jee Trap e Hot Wave. Também lançaram o EP Aishuu no final do ano. Em 2002 assinaram com a Danger Crue, estabelecendo seu próprio subselo Shu e lançaram seu segundo álbum, Houmura Uta, em 6 de setembro. Houmura Uta esgotou rapidamente e foi relançado apenas um mês depois. A arte de capa foi desenhada por Junji Ito.

### Estreia na Universal e expansão internacional (2003–2008)

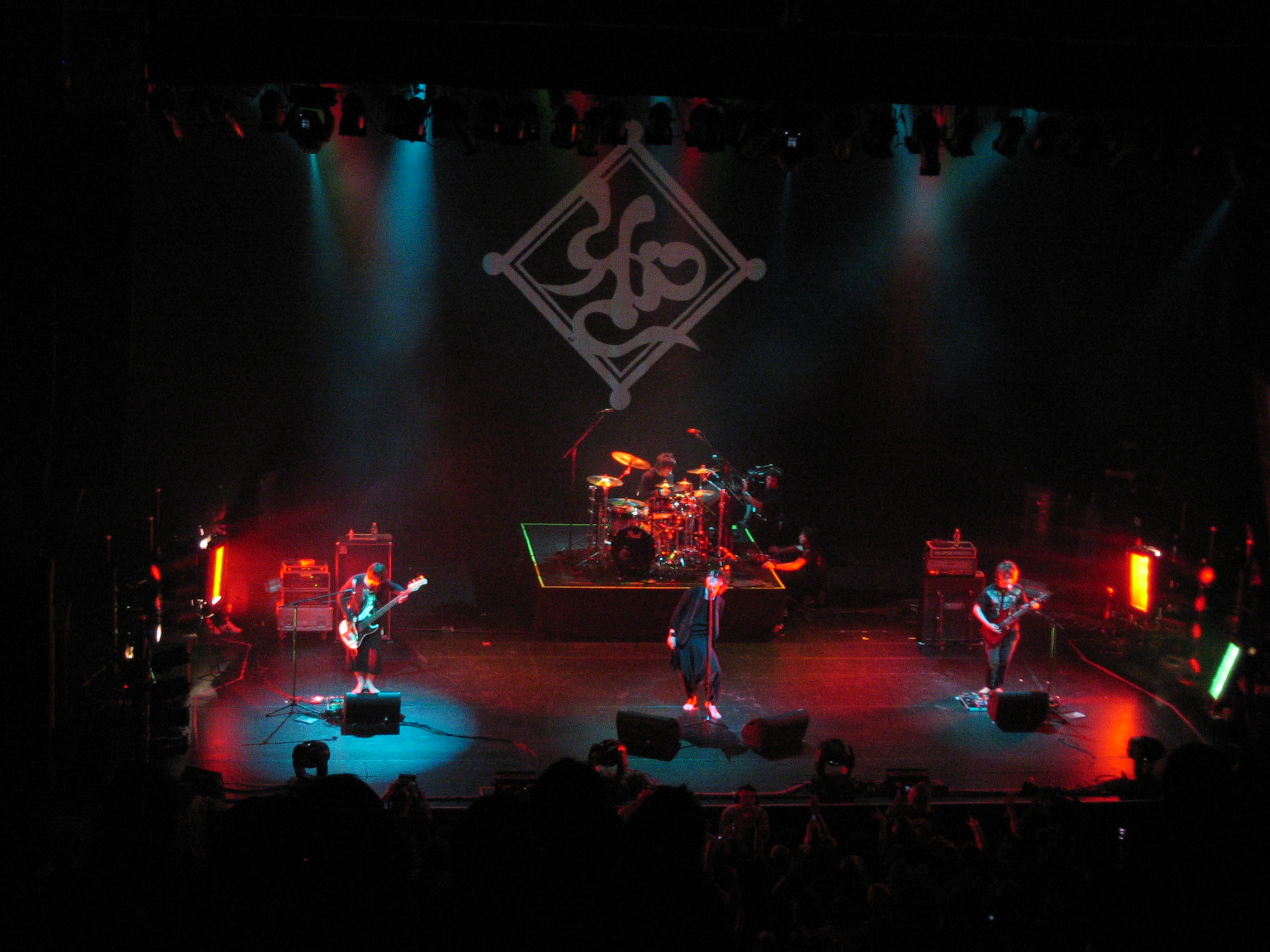
Mucc no festival JRock Revolution em 2007.

Já em 2003, MUCC conseguiu contrato com a Universal, porém, a gravadora apenas distribuía sua música e o MUCC manteve sua produção na Danger Crue. Em maio lançaram o maxi-single "Waga, Arubeki Bashou", disponibilizado em três diferentes versões. Lançaram seu álbum de estreia em uma grande gravadora, Zekuu, em 3 de setembro e logo depois embarcaram na turnê de promoção do álbum que terminou no Tokyo Bay NK Hall. Foi seguido pelo lançamento de seu primeiro DVD ao vivo, Nihon Rettou Konton Heisei Kokoro no Naka, em 10 de dezembro. Também neste ano participaram do Beauti-Fool's festival organizado pela Fool's Mate ao lado de bandas como the GazettE, Miyavi, D'espairsRay, etc.

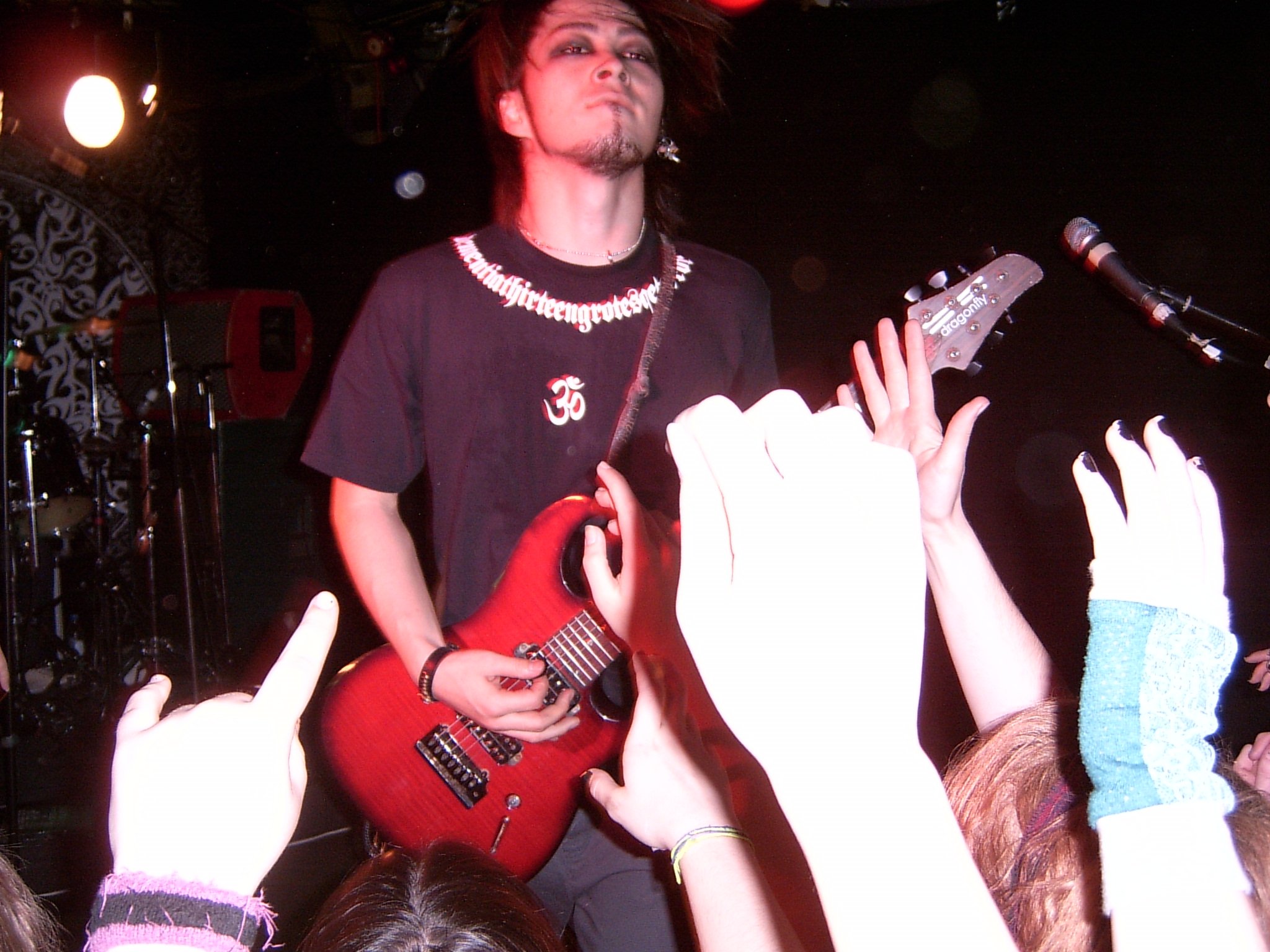
Miya com o Mucc em Londres, em 2007.

No começo de 2004, embarcaram numa turnê com dez shows pela região de Tóquio. Em abril lançaram o single "Rojiura Boku to Kimi e" e em junho "Monochro no Kenshiki", seguido do álbum completo Kuchiki no Tou em setembro. SATOchi contou em entrevista sobre o Kuchiki no Tou que a bateria é geralmente a primeira parte a ser gravada. Neste ano também lançaram um DVD intitulado MUCC history DVD the worst. Em 2005 lançaram mais três singles: Kokoro no Naimachi, Ame no Orchestra e Saishuu Ressha. Também lançaram a versão ao vivo Kuchiki no Tou Live At Roppongi em setembro. O álbum Houyoku foi lançado em novembro. MUCC estreou na Europa em agosto deste ano, incluindo uma apresentação no festival de heavy metal Wacken Open Air, além de mais shows na Alemanha e na França. No ano seguinte se apresentaram novamente nestes dois países e lançaram mais quatro singles: Gerbera, Ryuusei, Utagoe e Horizont. Além do álbum ao vivo Live At Roppongi, lançaram dois álbuns de estúdio: 6 e Gokusai. Também em 2006 se apresentaram nos Estados Unidos na convenção de anime Otakon e fizeram sua primeira apresentação no Nippon Budokan, algo considerado um marco pelas bandas japonesas. Voltaram aos Estados Unidos em 2007 para o festival idealizado por Yoshiki, JRock Revolution, em Los Angeles. Neste ano também atuaram como banda de abertura da turnê japonesa do Guns N' Roses e fizeram um cover da canção "Déjávu", da banda Luna Sea para o álbum de tributo Luna Sea Memorial Cover Album.
Participaram da turnê Taste of Chaos em 2008 que contou com shows em quarenta cidades dos Estados Unidos e Canadá de fevereiro a maio, junto as outras bandas japonesas D'espairsRay e the Underneath, além das bandas Bullet for My Valentine e Avenged Sevenfold. Depois de retornar ao Japão em maio, MUCC se apresentou no hide memorial summit ao lado de outros grupos de rock de sucesso, como X Japan, Luna Sea e Versailles. No final do ano, MUCC se apresentou no The Fillmore New York em Irving Plaza em 7 de dezembro de 2008 e no House of Blues em Los Angeles em 10 de dezembro. Neste mesmo ano, lançaram seu oitavo álbum de estúdio, Shion.

### Retorno a Danger Crue e estreia na Sony (2009–2012)

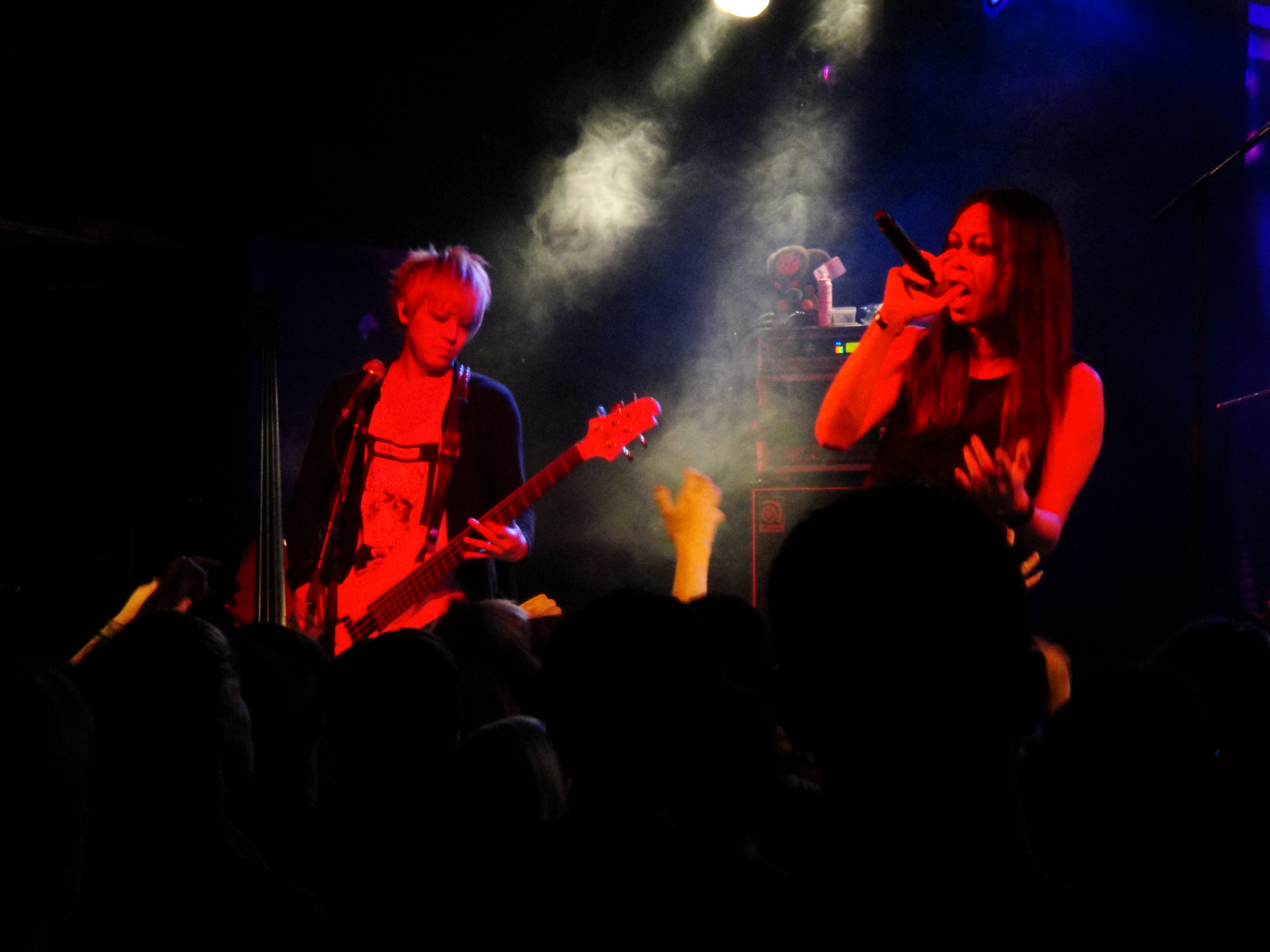
Mucc em Malmo em 2009.

Em 2009, voltaram a ser uma banda totalmente independente na Danger Crue Records. Nesse ano embarcaram na turnê Solid Sphere Tour e foram novamente para a Europa começando com um show na Rússia em 3 de outubro e pela primeira vez realizaram dois shows na América Latina, no Chile e no México. O grupo completou a turnê no show do dia 16 de novembro no Japão, no JCB Hall, com um total de 18 músicas tocadas. No final do ano, foi lançado um álbum tributo a banda The Yellow Monkey, onde MUCC participou com um cover de "Tsuioku no Mermaid".
A banda começou 2010 com um show em 14 de fevereiro no NHK Hall, onde anunciaram que lançariam um novo álbum naquele outono. Karma foi lançado em 6 de outubro e apresenta som pós-disco e dance misturado com o som de hard rock e metal característico de MUCC.
Em 21 de maio de 2011, no show MUCC History Gigs 97～11 no Nippon Budokan, o MUCC anunciou que assinaria com a Sony Music Entertainment Japan. O single "Akatsuki" foi vendido exclusivamente naquele show e no show do dia seguinte, todavia mais tarde ficou disponível para download digital com todos os lucros doados para ajudar as vítimas do sismo e tsunami de Tohoku em 2011. O próximo single do MUCC, "Nirvana", foi lançado em 7 de março de 2012 e usado como música tema de abertura do anime Inu x Boku SS. É a terceira contribuição da banda para animes até então; anteriormente, a canção "Chain Ring" foi usada como tema de encerramento do anime Zombie-Loan e o single "Yakusoku" como tema de abertura de Night Raid 1931.

### Shangri-Lae 15º aniversário (2012–2016)
Um álbum intitulado Aishuu no Antique, composto de canções remasterizadas principalmente de seus dois EPs, Antique e Aishuu, foi lançado na sua apresentação ao vivo em comemoração aos 15 anos de carreira, Mucc vsムックvs MUCC, no Makuhari Messe em 9 de junho de 2012. No show, eles anunciaram o lançamento de um DVD documentando toda a apresentação de aniversário. Também anunciaram o lançamento de seu décimo primeiro álbum de estúdio Shangri-La, lançado em 30 de novembro de 2012. Em julho, eles participaram do segundo álbum de tributo a Buck-Tick, fazendo um cover da canção "Jupiter". O terceiro single do álbum, "Mother", foi lançado em 31 de outubro e foi usado como vigésimo primeiro tema de encerramento de Naruto Shippuden. A canção "Kyouran Kyoshou -21st Century Baby-" foi música tema do filme de terror Fuan no Tane e "G.G" foi música tema da versão japonesa do filme The Woman in Black.
Em 2013, o MUCC anunciou que estava procurando dois novos membros para a banda para participar de gravações, sessões de fotos e entrevistas. Os candidatos deveriam enviar cinco adesivos inclusos com CDs, DVDs e outros produtos, lançados em comemoração aos 15 anos da banda junto com um formulário de inscrição; os candidatos não necessariamente precisavam saber tocar um instrumento. Os vencedores foram selecionados pelos próprios quatro membros principais do MUCC e receberam nomes artísticos, após entrevistas e currículos em uma transmissão ao vivo no canal Niconico em 26 de julho. Hancho, uma garota natural da província de Ibaraki que estuda na Hungria e Dean, um empregado de escritório da província de Chiba, entraram oficialmente na banda em 17 de agosto. No entanto, em 4 de setembro, cerca de apenas duas semanas depois, foi anunciado que ambos haviam deixado o grupo. Dean precisou deixar o grupo após seus pais descobrirem que ele havia se juntado a uma banda de rock ao vê-lo na TV e Hancho afirmou: "Meu sonho de se tornar membra do MUCC se tornou realidade. Agora posso voltar a ser uma fã mais uma vez." No dia 1 de dezembro, MUCC fez uma apresentação gratuita no Parque do Triângulo de Amerikamura para cerca de 3.000 fãs. No ano seguinte lançaram The End of the World que incluiu os singles "Ender Ender", "Halo" e "World's End". Em 2015 embarcaram na turnê européia F#CK THE PAST, F#CK THE FUTURE e revelaram canções novas que mais tarde viriam a fazer parte do EP conceitual T.R.E.N.D.Y. -Paradise from 1997-.

### 20º aniversário (2016–2020)
O single de 2016 "Heide" foi o primeiro de uma série de lançamentos produzidos com Ken, guitarrista do L'Arc~en~Ciel. O single seguinte, "Classic", foi usado como tema de abertura de Nanatsu no Taizai: Seisen no Yochou. O MUCC comemorou seus 20 anos de carreira de várias formas, a começar com o lançamento de Myakuhaku em 25 de janeiro de 2017. Em 29 de março, o grupo lançou seu quinto álbum de grandes êxitos, BEST OF MUCC II, seguido pelo sexto Coupling Best II. Lançaram o single "Ieji" (家路) limitado á venda em suas apresentações ao vivo em 4 de maio e 20 e 21 de junho.
Em agosto, lançaram três álbuns de regravações, começando com as de seus primeiros álbuns: Sin Tsuuzetsu e Sin Houmura Uta em 9 de agosto de 2017. As duas capas apresentaram bonecas criadas pela artista Mari Shimizu. O terceiro foi Koroshi no Shirabe II: This is Not Greatest Hits em 13 de setembro, cujo título foi retirado de Koroshi no Shirabe: This Is NOT Greatest Hits de BUCK-TICK. Também fizeram um cover de "Crazy4You" de D'erlanger para o álbum D'erlanger Tribute ~Stairway to Heaven~, lançado no mesmo dia. Em 22 de novembro foi lançado um álbum de tributo a banda, chamado TRIBUTE OF MUCC -en- (縁) e em 27 de dezembro realizaram o festival de aniversário no Nippon Budokan, onde atuaram artistas que contribuiram com o álbum como SID, lynch., Band-Maid, sukekiyo, entre outros.
Para o álbum conceitual Kowareta Piano to Living Dead, lançado em fevereiro, MUCC recrutou o tecladista Tooru Yoshida como membro por tempo limitado. Ao longo da segunda metade do ano, eles lançaram quatro singles limitados a 6.940 cópias no total. Cada um foi escrito por um membro diferente da banda e lançado em cada show realizado no aniversário de seu compositor. Devido à pandemia de Covid-19, a banda teve que cancelar sua turnê de promoção ao Kowareta Piano to Living Dead na Europa. Ainda com o tecladista Tooru, MUCC lançou seu décimo quinto álbum em 20 de maio de 2020, Aku, sendo o primeiro a chegar no top 10 da Oricon. A faixa "Memai" conta com a participação do vocalista Hazuki do lynch.

### Saída de SATOchi eShin Sekai(2021–presente)

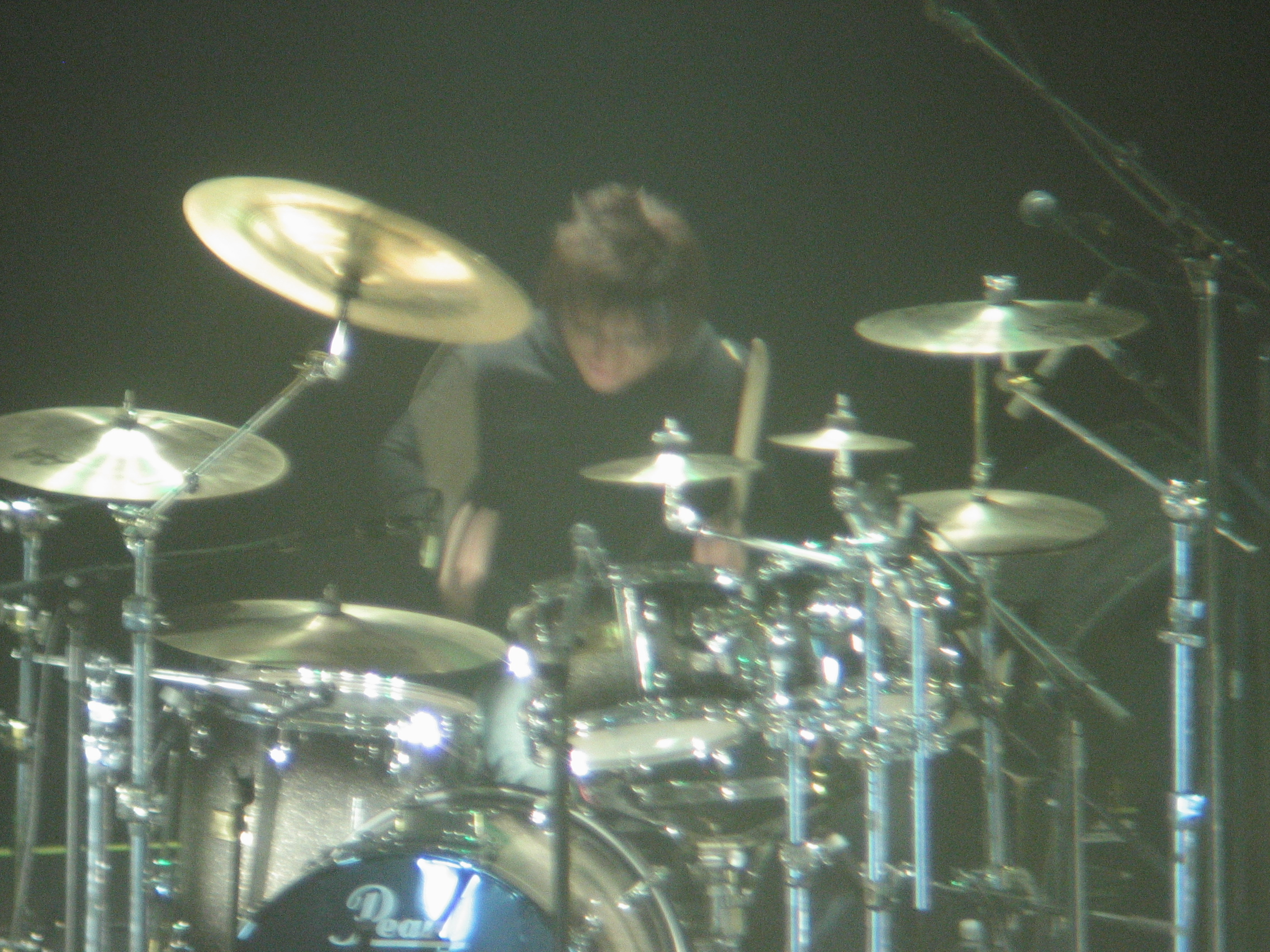
Após 23 anos de carreira, o baterista Satochi deixou o Mucc em 2021.

No dia 2 de dezembro, o baterista SATOchi anunciou que deixaria a banda na primavera de 2021 e encerraria suas carreira como baterista após 23 anos. Após o relaxamento das medidas de prevenção a pandemia de COVID-19 no Japão em 2021, o MUCC embarcou na turnê de promoção ao Aku e a última com SATOchi, intitulada 202X Aku-The brightness world e lançaram em DVD a gravação de sua última perfomance da turnê no Nippon Budokan em 9 de junho. Além de Hazuki, vários vocalistas foram convidados a participar da turnê, como Aki (Arlequin), Kyo (D'erlanger), Satoshi (Girugamesh) e Gara (Merry). No dia 21 lançaram o álbum de compilação Myojo, em que cada faixa é escrita por SATOchi, além da canção título "Myojo", escrita em conjunto por todos os membros. A saída repentina de SATOchi também levou a banda a aparecer como capa da edição 94 da revista Rock and Read, pouco tempo após Tatsurou ter sido capa na edição 90, apresentando uma entrevista exclusiva com o baterista e suas memórias com a banda.
SATOchi deixou a banda oficialmente após o último show da turnê, em 3 de outubro. No dia seguinte, o MUCC anunciou seu primeiro single com a nova formação: "GONER/WORLD". Desde então Allen, do Serenity In Murder e o tecladista Tooru Yoshida que já havia colaborado com o MUCC em trabalhos anteriores, participam como baterista e tecladista suportes respectivamente. Os dois fundadores iniciaram projetos paralelos, Miya formou a banda Petit Brabancon com Kyo (Dir en grey) e Yukihiro do L'Arc~en~Ciel e Tatsurō iniciou carreira solo. Porém, isso não afetou as atividades do MUCC: eles lançaram o álbum Shin Sekai em 9 de junho de 2022.

## Legado e influência

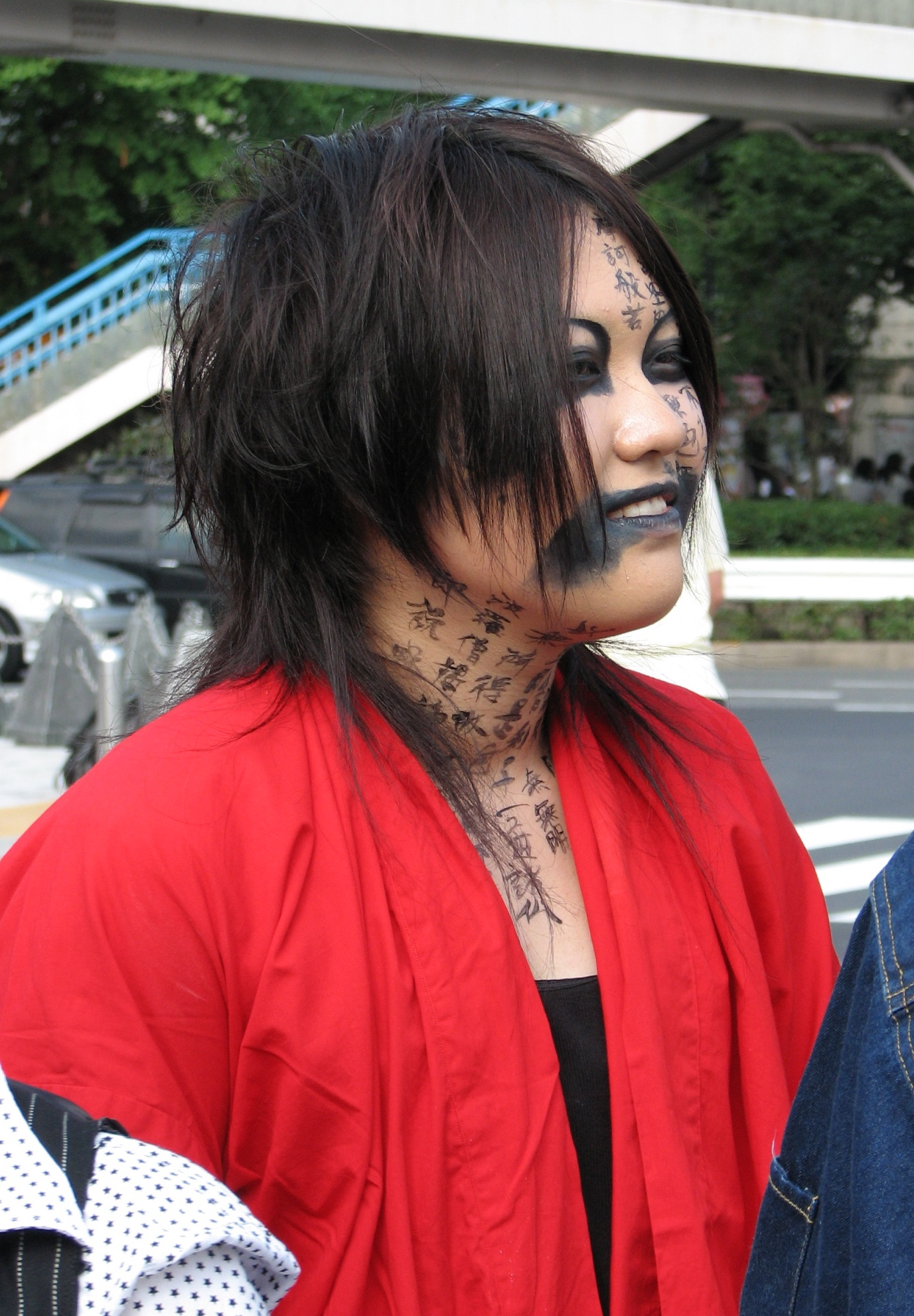
Fã de cosplay de Tatsurō em Harajuku, 2007.

Em 2021, a Kerrang! listou Kuchiki no Tō como um dos 13 álbuns japoneses de rock e metal essenciais.
O vocalista do Kizu, Lime, contou que admira o Mucc desde a época do colegial, em especial o vocalista Tatsurō. Já Kazuki do Xaa-Xaa afirma que se interessou pela música graças ao Mucc.
A banda foi ranqueada em quinto lugar no ranking de artistas visual kei da JRock News de 2020 e 2021, quarto lugar em 2022 e recebeu uma menção honrosa na lista de Jrockers mais influentes de 2017.

### Influências
Miya contou em uma entrevista que sua primeira influência foi o X Japan e depois conheceu o BOØWY, que influenciou seu estilo de tocar guitarra. Na época do colégio, ele tocou em uma banda cover, reproduzindo canções do X, do Luna Sea e L'Arc~en~Ciel. Mais tarde, após se mudar para Tóquio, ele foi influenciado por bandas ocidentais e uma de suas favoritas é Korn, sendo a canção "HATEЯ" é uma homenagem a eles. Ele também mencionou o cantor Yousui Inoue. 
Yukke afirmou ter sido influenciado por um amigo que tocava baixo em uma banda cover de Buck-Tick. Satochi disse que se inspirou no baterista Ingo Schwichtenberg do Helloween.

## Membros
- Tatsurō (達瑯) - vocais (1997–presente)
- Miya (ミヤ) - guitarra, vocais de apoio (1997–presente)
- Yukke - baixo (1999–presente)

Membros de apoio
- Tooru Yoshida (吉田トオル) - teclado (2019-presente)
- Allen - bateria (2021–presente)

### Ex-membros
- Hiro - baixo (1997-1999)
- Satochi (SATOち) - bateria (1997–2021)

## Discografia
Álbuns de estúdio
| - Tsuuzetsu (2001) - Houmura Uta (2002) - Zekuu (2003) - Kuchiki no Tou (2004) - Houyoku (2005) - 6 (2006) - Gokusai (2006) - Shion (2008) | - Kyuutai (2009) - Karma (2010) - Shangri-La (2012) - The End of the World (2014) - Myakuhaku (2017) - Kowareta Piano to Living Dead (2018) - Aku (2019) - Shin Sekai (2022) |